# Порт Гавр
49°28′14″ пн. ш. 0°09′25″ сх. д. / 49.4705° пн. ш. 0.1569° сх. д.
Порт Гавр — порт і портове управління французького міста Гавр. Це другий за величиною комерційний порт Франції за загальним тоннажем і найбільший контейнерний порт із трьома групами терміналів. Він може вмістити будь-які розміри круїзних лайнерів світу, а в майбутньому там планується будівництво великої нової пристані. Гавр сполучається з Портсмутом, Англія, поромами Brittany Ferries.

## Доки
Порт складається з низки каналоподібних доків, Танкарвільського каналу та Гаврського великого каналу, які з’єднують Гавр із Сеною, поруч із Танкарвільським мостом, 24 км (14,9м) вище за течією.

## Адміністрація порту Гавр

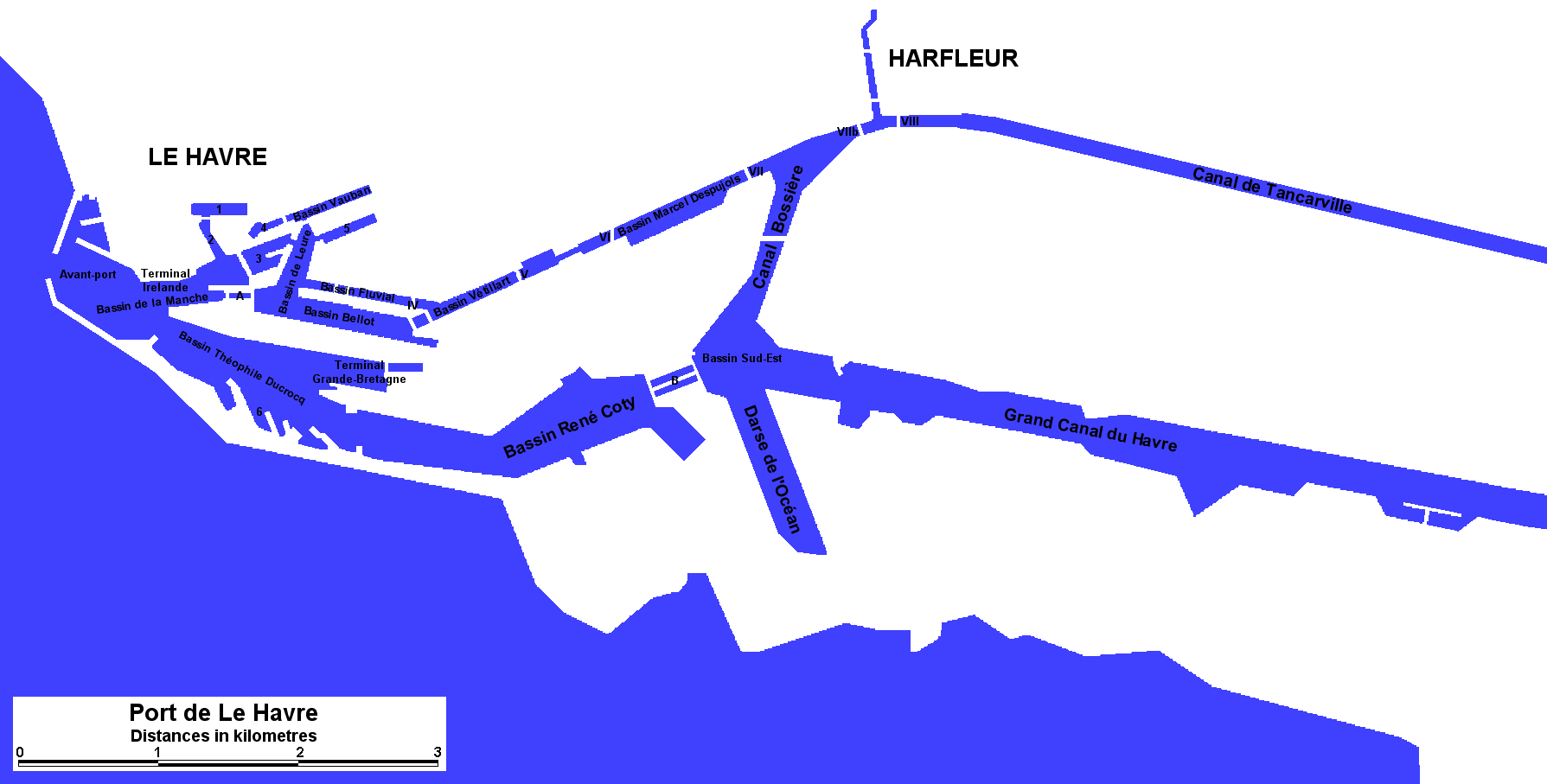
План порту із зазначенням розташування терміналів та основних напрямків використання.

Портом Гавр керує державне агентство під назвою Grand Port Maritime du Havre, створене Указом 2008-1037 від 9 жовтня 2008 року, яке замінило колишній «Автономний порт Гавр», створений разом із Бордо першим законопроектом про портова автономія в 1920 році, статус наданий 1 січня 1925 року і підтверджений другим законопроектом про портову автономію в 1965 році. 
"Grand Port Maritime du Havre" є державною установою, яка виконує адміністративні завдання громадського обслуговування та місії промислового та комерційного обслуговування населення. Вона працює як державна установа торгівлі та промисловості та відповідає за управління всіма портовими спорудами у своєму районі. Ним керує Правління з чотирьох членів. Його наглядова рада складається з представників держави, службовців, територіальної громади і Торгово-промислової палати.

## Перехресні послуги
Зараз Гавр обслуговується Brittany Ferries, що сполучає його з Портсмутом. Раніше ним також керувала компанія LD Lines до 2014 року, коли вона припинила діяльність.

## Офіс гавані
Основним обов’язком офісу порту є постійне управління морським транспортом за допомогою прогнозів руху, контролю руху, стоянки суден, навігаційної допомоги, радіолокаційного покриття, радіозв’язку, збору та розповсюдження інформації, координації операцій і дистанційного контролю периферійних пристроїв. Він також має контролювати потік навігації на своїй території та керувати прибуттям і відходом суден. Він також відповідає за охорону території гавані, моніторинг небезпечних вантажів і організацію контролю забруднення.

## Портове лоцманство
Кораблі довжиною понад 70 метрів або транспортують небезпечні вантажі повинні отримувати допомогу лоцмана з лоцманської станції Гавр. Якщо капітани суден отримали ліцензію лоцмана, їм дозволяється робити це самостійно.

## Ла-Манш та Північне море
Як двері до найбільш відвідуваних морів (Ла-Манш і Північне море), Гавр пропонує лоцманські послуги для підвищення безпеки круїзів у цих районах.

## Статистика
Порт Гавр  є другим комерційним портом Франції за загальним тоннажем після Марселя та найбільшим контейнерним портом країни.
У період з грудня 2004 року по грудень 2005 року порт Гавр перевантажив (у тоннах на рік): 
| Тип вантажу      | 2004 рік   | 2005 рік   |
| Сира нафта       | 37 023 088 | 34 119 964 |
| Рафінована олія  | 8 816 510  | 10 889 122 |
| Газойль          | 440 609    | 396 150    |
| Інші рідини      | 1 503 569  | 1 419 464  |
| злакові          | 0          | 0          |
| Корми для тварин | 136 347    | 107 457    |
| вугілля          | 2 195 991  | 2 907 559  |
| Цемент           | 1 603 174  | 1 445 763  |
| Контейнери       | 21 560 388 | 21 076 488 |
| Всього           | 76 723 496 | 75 567 080 |

## Пристань
Гаврська пристань приймає човни цілодобово без будь-яких припливів.
Нині він пропонує близько 1160 швартовних кілець, клиновий спуск і станцію бункерування. Однак для користувачів доступні деякі послуги, такі як постачання електроенергії та води.
Тим не менш, маючи понад тисячу швартових кілець, марина Гавра недооцінила свій успіх. Щоб задовольнити зростаючий попит, Гавр планує відкрити нову пристань: Порт Вобан. На початку 2012 року на старому доку, який є в центрі міста, буде створено 500 причальних кілець.
Цей новий порт є частиною глобального проекту реконструкції околиць міста зі створенням комерційного центру (Docks Vauban) і плавального комплексу Les Bains Des Docks, розробленого відомим французьким архітектором Жаном Нувелем . Крім того, майбутня пристань для яхт буде розташована поблизу залізничного вокзалу та автомагістралі A29 і колишньої A15, що полегшить доступ до неї.
Гавр також приймає знаменитого трансатлантичного Жака Вабра .

## Круїзні лайнери

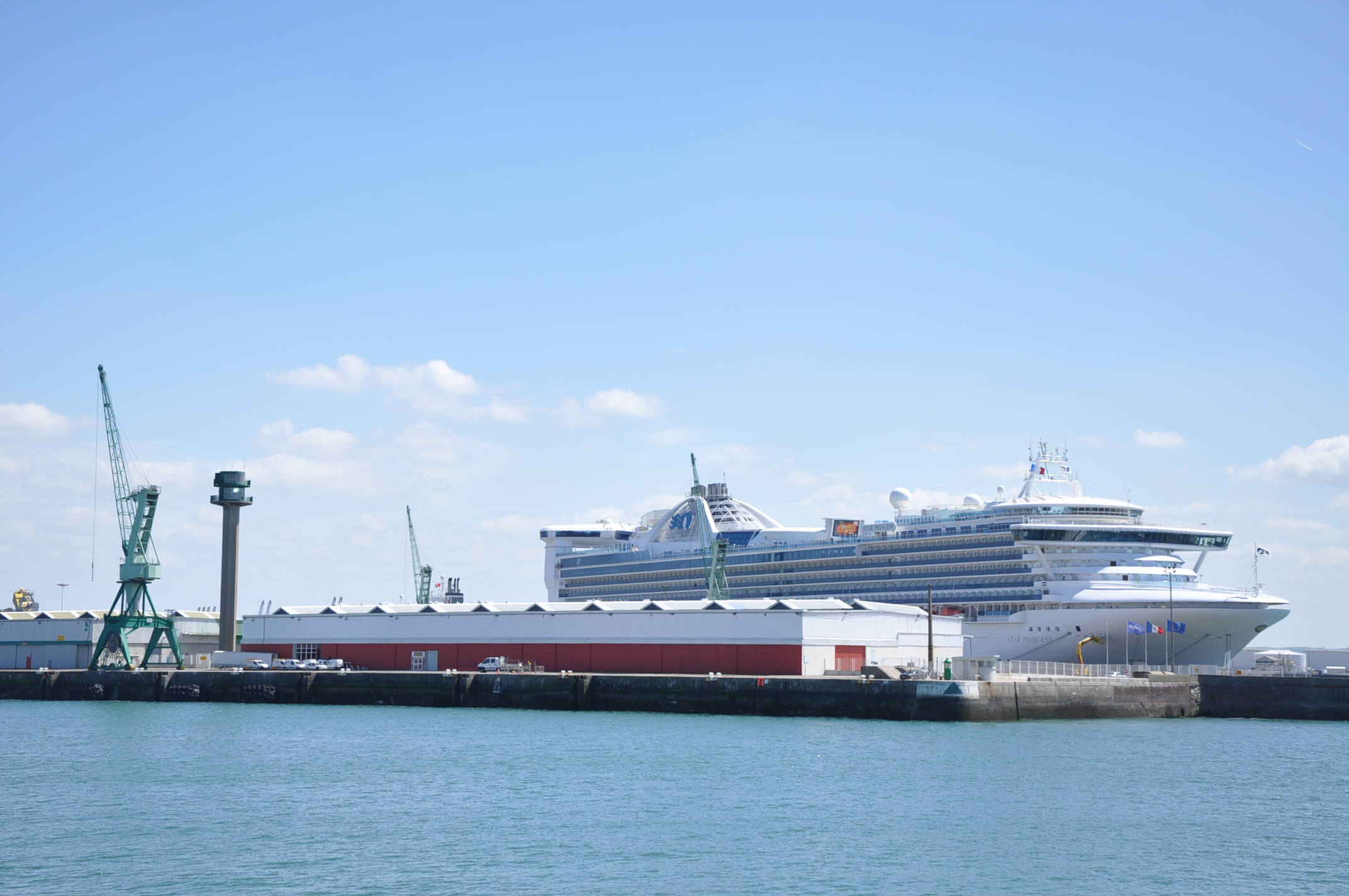
Круїзний лайнер Star Princess в порту Гавр.

Порт Гавра може приймати круїзні лайнери будь-якого розміру. 
Гавр є одним з міст ЮНЕСКО . Завдяки своєму географічному розташуванню, у гирлі річки Сени, біля входу в Ла-Манш, Гавр є воротами до Нормандії та Парижа.
У 2010 році круїзний порт Гавра прийняв 70 заходів і 130 000 пасажирів, а в 2011 році повинен прийняти 90 заходів і 170 000 (+23%) з кількома першими заходами, в т.ч.: AIDASol, Queen Elizabeth, MSC Opera, MSC Magnifica, Mein Schiff 2, Ventura, а також дзвінки з Aida Cruises, Costa, Princess Cruise або Cunard Line.
Гавр відкрив новий термінал  для оптимального розміщення пасажирів[прояснити] умови. Термінал повністю обладнаний новим сканером багажу, зоною обробки багажу та стійками реєстрації. 
Із зростанням популярності круїзів у Європі Гавр стає зручним відправним портом, особливо для круїзів Північною Європою.

## Портові споруди
Порт Гавр обслуговує всі типи товарів завдяки різноманітності своїх терміналів. Гавр був першим контейнерним портом у Франції і, як наслідок, зберігає багато можливостей. В даний час порт Гавр складається з трьох контейнерних терміналів і 6,5 кілометрів доків:  Північний термінал має приблизно 96 га центральної резервації та складається з трьох терміналів:
- Перший - Європейський термінал з Європейською пристанню:

Він має довжину 887 метрів і складається з 2 кранів Over-panamax з 18 контейнеровозами. Крім того, він оснащений 1 мобільним краном "LHM 500", який має максимальне навантаження 100 тонн. Осадка 14,3 метра при постійному рівні. Кожен кран повертає продуктивність 18 контейнерів на годину. Наземні слоти відповідають 7 800 TEUS, а порожній блокстоу — 2 400 TEUS.
- Другий – термінал Америки з причалом Америки :

Він має довжину 484 метри і включає 4 крани Over-panamax, у тому числі 3 з 18 контейнеровозами та 1 з 20 контейнеровозами. Осадка 14,5 метрів під час відливу. Кожен кран повертає продуктивність 22 контейнери на годину. Наземні слоти відповідають 3 400 TEUS.
- І третій – Атлантичний термінал з Атлантичним причалом.

Введений в експлуатацію в 1968 році, має загальну площу 20 квадратних метрів. Довжина причалу становить 800 метрів. Він складається з 4 кранів Over-panamax 60T з 18 контейнеровозами. Дворові споруди та набережне обладнання належать компанії CNMP
Південний термінал площею приблизно 80 га складається з Нормандського терміналу з пристанню Азії та Осаки: вони розташовані перед шлюзом у приливному басейні. 2 причали пропонують пропускну здатність 1075 М, поглиблених на 14 М. Це приватний термінал : Дворові споруди та набережне обладнання належать компанії СЕТН. Він оснащений 5 портальними кранами super overpanamax.
За шлюзом (басейн постійного рівня) розташований термінал Ocean  з набережною Бугенвіль, який є громадським терміналом, його загальна площа становить 40 га. Є 2 сараї, загальною площею 15 000 кв. Довжина набережної становить 1,666 м, глибина води 12,90 м при постійному рівні басейну. Є 7 суден до берега портальних кранів і 1 x 100 T кран.
Крім того, п'ять компаній здатні обробляти та зберігати рідкі маси, а дві компанії керують потоками газойлю та палива. Крім того, порт Гавр здатний приймати повні балкери.
Крім того, цей порт є справжнім міжнародним об'єктом для транспортних потоків. Таким чином, він оснащений центром RoRo зі спеціальними зручностями для суден RoRo будь-якого розміру. 
Контейнерні перевезення автомобілем та внутрішньою територією зросли на 13%, залізничні перевезення на 5%, баржі річкові на 16%.  Окрім сучасної портової інфраструктури, Гавр має всі необхідні мережі, що дозволяють логістичним компаніям відправляти товари, що прибувають: 
- Основним користуванням (73%) є автомагістралі A29 і A131, які дозволяють швидко дістатися на північ до району Лілля (3 години) і Бенілюксу, на південь до Нанта та Бордо та на схід до району Парижа менш ніж за 2 години.
- Залізнична мережа вантажних перевезень (близько 14% вантажів) забезпечує доступ до всього європейського континенту протягом одного-двох днів. .
- Послуги річкової мережі (близько 14% товарів) постійно розвиваються та з’єднують порт і промислову зону Гавра з регіоном Парижа.

### Порт 2000
Термінал «Порт 2000» включає в себе термінал France і термінал Oceana gate з пристанню Гавр. Французький термінал управляється GMP  і був введений в експлуатацію в 2006 році. Термінал Oceana Gate управляється TPO 